# Мідні рудники Бахмутської улоговини

Картамиш. Залишки давніх гірничих виробок.

Мідні рудники Бахмутської улоговини — група давніх копалень бронзової доби, гірничо-металургійний центр XV–XI ст. до н. е. Рудники засновані на мідних рудах Бахмутської улоговини (Бахмутський район Донецької області та правобережна частина Сєвєродонецького району Луганської області).
Рудники є унікальною пам'яткою археології, історії гірничої справи, металургії та первісної техніки, оскільки більшість об'єктів збереглася у первісному вигляді протягом тисячоліть і є репрезентацією всіх циклів металургійного виробництва — гірничодобувного, гірничо-збагачувального, металургійного та металообробного.

## Історія досліджень
Вивчення системи стародавніх пам'яток гірництва у районі мідних покладів Бахмутської улоговини (Клинівські хутори) бере початок з другої половини XIX ст. У 1865 р. гірничий інженер О. О. Носов виявив тут ознаки давніх металургійних плавок і старих виробок. Він оглядав рештки заводу бахмутського купця І. М. Клейменова біля села Калинівка і за останками і знаряддям праці знайденими тут же припустив, що вони могли належати племенам катакомбної культури. Роботи з пошуку й видобутку мідних руд були продовжені купцем І. М. Клейменовим у районах рудопроявів Горелівське, Картамиське й Пилипчатинське. Як свідчив інженер М. Бєлоусов, робітники при веденні гірничих робіт зустрічали давні виробки, інструменти, знаряддя, кістки. Гірничі роботи XIX ст. не отримали значного поширення, оскільки дослідні плавки видобутих руд виявилися недостатньо ефективними.
У 1903 р. російський археолог Василь Городцов, вивчаючи сліди давніх розробок і шахту І. М. Клейменова, першим пов'язав розробку місцевих руд з добою бронзи й племенами зрубної культури. Пізніше, у 1922 р., це було підтверджено додатковими археологічними матеріалами харківського професора О. О. Федоровського.
Дослідження, проведені в 1970-1980-х роках (Є. М. Черних, С. І. Татаринов), дозволили виявити близько тридцяти стародавніх рудників з численними виробничими зонами і ввести в науковий обіг поняття «Донецький гірничо-металургійний центр доби пізньої бронзи».
Виявлені рудники Вискривка, Пилипчатине-7, Новоотаманське, Мідна Руда, Картамиш, Клинове та інші. Найбільш досліджений Картамиський рудник.

## Характеристика
Жителі поселень у рудників виплавляли мідні вкраплення з брил пісковику. З міді виливали злитки, якими торгували від Дніпра до Волги.
Для видобутку руди при малих кутах падіння пластів використовувалися кар'єри відкритого типу, наприклад, рудники Вискривка, Мідна Руда. При крутих кутах падіння пластів використовувалися стовбурові шахти, штольні уступами і штреки, наприклад, рудники Клинове, Пилипчатине, Картамиш.
Одні дослідники (В. О. Городцов — 1907, А. Л. Нечитайло, Д. П. Кравець) відносили рудники до катакомбної культури, інші (В. А. Дмитрієв — 1989, А. Д. Пряхін) — до зрубної культури.
У Вискривці стратиграфічно зафіксовано, що майстерня зрубної культури більш пізня ніж сам рудник, який має «незрубний» вид.
На території рудників знайдені стоянки, гірничі виробки, міделиварний комплекси з ливарними формами і гірськими знаряддями праці, литі вироби, місця жертвоприношень тварин.
Картамиський рудник був кинутий і не використовувався три з половиною тисячі років, що зберегло для археологів можливість дослідження. Штольні Картамиського рудника перед відходом завалили великими кам'яними плитами. Рудники на території Донецької області використовувалися промислово і там можливостей для дослідження менше.